# Iúçufe II de Granada
Abu Al-Hayyay Yusuf ibn Muhammad ou Iúçufe II (m. 3 de outubro de 1392) foi o 11º rei nacérida de Granada, que reinou entre agosto de 1391 e 1392, sucedendo ao seu pai Maomé V.
O seu curto reinado foi marcado pela dependência em relação aos Merínidas de Marrocos. Foi um monarca pacífico, que apoiou as artes e as ciências. Logo que subiu ao trono teve que fazer frente a uma insurreição na sua própria capital, liderada pelo seu ambicioso filho mais novo, o futuro Maomé VII. Após a rebelião ter sido duramente sufocada graças à intervenção do embaixador dos Merínidas, Iúçufe viu-se obrigado a quebrar as tréguas com o Reino de Castela, pois a fação mais extremista da população assim o exigia. Iúçufe empreendeu então uma incursão no reino de Múrcia
Apesar das suas medidas para impedir que o destronassem, que passaram por encarcerar e mandar matar alguns familiares e figuras da corte, provavelmente morreu envenenado. O seu herdeiro legítimo, o príncipe Iúçufe, foi afastado da sucessão em benefício do seu irmão desordeiro Maomé.